# Phaeobalia orophila
Phaeobalia orophila is een vliegensoort uit de familie van de dansvliegen (Empididae). De wetenschappelijke naam van de soort is voor het eerst geldig gepubliceerd in 1973 door François Vaillant.